# بورغريفية نورنبيرغ
بورغريفية نورنبيرغ (بالألمانية: Burggrafschaft Nürnberg) دولة في الإمبراطورية الرومانية المقدسة من أوائل القرن الثاني عشر حتى أواخر القرن الخامس عشر. كبورغريفية كانت كونتية تأسست حول مدينة نورنبيرغ؛ فقدت البورغريفية القوة على المدينة، التي نالت استقلالها من سنة 1219. في نهاية المطاف تم تقسيم البورغريفية إلى جزئين، ليشكلا براندنبورغ أنسباخ وبراندنبورغ بايرويت.